# Ecorregión marina Isla Pedro I
La ecorregión marina Isla Pedro I. (en  inglés Peter the First Island ) (218) es una georregión ecológica situada en aguas marinas próximas a la Antártida. Se la incluye en la provincia marina islas subantárticas de la ecozona oceánica océano Austral (en inglés Southern Ocean).
Esta ecorregión se distribuye en aguas del océano Antártico en las que en su centro se ubica la volcánica isla Pedro I, situada en el mar de Bellingshausen, hacia los 68°48′S 90°35′O, a unos 450 kilómetros al oeste del sector continental de la Antártida occidental.  

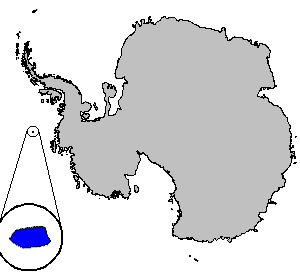
Ubicación de la Isla Pedro I en la Antártida.